# Senna holosericea
Senna holosericea là một loài thực vật có hoa trong họ Đậu. Loài này được (Fresen.) Greuter miêu tả khoa học đầu tiên.